# Заец, Николай Леонидович
Николай Леонидович Заец (1946 — 18 марта 1984) — советский военнослужащий, самый высокопоставленный офицер, совершивший акт дезертирства во время Афганской войны. Считается без вести пропавшим.

## Биография

### Общие сведения
О биографии Заеца в открытых источниках имеется крайне мало подробностей: нет точных сведений о дате рождения; неизвестно учебное заведение в котором он получил военное образование; неизвестны этапы военной карьеры и места военной службы до его направления в Афганистан.
Также в открытых источниках имеются расхождения касательно правильного написания фамилии. В большинстве источников фамилия указана как Заяц. Вдова Николая Леонидовича, сохранившая фамилию мужа, указывает её как Заец (укр. Заєць).
В официальном мартирологе «Книга памяти о советских воинах, погибших в Афганистане», изданной Военным издательством Министерства обороны Российской Федерации, отсутствует упоминание о подполковнике Заеце (Заяце).
Николай Заец родился в 1946 году, в селе Быстрик Ружинского района Житомирской области Украинской ССР.
С 1 сентября 1964 года Заец поступил на службу в Вооружённые силы СССР.
Известно, что Заец некоторое время командовал отдельным разведывательным батальоном в составе Группы советских войск в Германии.
В январе 1983 года, для прохождения дальнейшей воинской службы, подполковник Заец был переведён из Прикарпатского военного округа в Афганистан, с назначением на должность начальника разведки 108-й мотострелковой дивизии, штаб которой находился в городе Баграм провинции Парван.

### Понижение в должности
В конце августа 1983 года подполковник Заец был понижен в должности и переведён на должность начальника разведки 122-го мотострелкового полка 201-й мотострелковой дивизии, дислоцированного в городе Ташкурган северной провинции Балх.
Это понижение было связано с частыми нападениями афганских моджахедов в зоне ответственности 108-й дивизии на трубопроводы, возведённые 276-й трубопроводной бригадой для снабжения горючим частей 40-й армии. Диверсии, совершаемые на трубопроводах, приводили к большим потерям горючего. Начальник штаба 40-й армии генерал-лейтенант Норат Тер-Григорьянц, в числе других руководителей разведывательных органов, также обвинил в бездействии начальника разведки 108-й дивизии подполковника Заеца.
По свидетельству начальника разведки 201-й мотострелковой дивизии подполковника Николая Кузьмина, в прямое подчинение которому был переведён подполковник Заец, понижение в должности с формулировкой «за утрату руководства разведкой и личную неподготовленность» было не вполне обоснованным, поскольку впоследствии выяснилось, что серьёзные потери горючего были в большей степени связаны не с диверсиями, а с хищением и продажей горючего местным жителям, осуществляемыми самими военнослужащими 276-й трубопроводной бригады.

### Инцидент с убийством проводников
16 октября 1983 года подполковник Заец принял решение лично возглавить ночные засадные действия.
Разведывательная рота 122-го полка под управлением Заеца, выдвинулась в район организации засады на караван с оружием для афганских моджахедов. Информацию о возможном прохождении каравана и его маршруте дал пленный моджахед. В качестве проводников были выбраны сам пленный моджахед и приставленный к нему афганский офицер в звании майора из службы ХАД (орган государственной безопасности ДРА — аналог КГБ СССР). В ночь выдвижения на засадные действия шёл проливной дождь.
В ходе продвижения произошёл следующий инцидент: шедшие впереди колонны разведчиков, пленный моджахед и офицер ХАД зашли за бархан и скрылись из поля зрения разведчиков. За ними последовал Заец, и вскоре раздались выстрелы. Подбежавшие разведчики обнаружили, что оба проводника убиты Заецем. По приказу Заеца разведывательная рота вернулась в расположение полка, оставив тела проводников на месте гибели.
В докладе командиру полка Заец заявил, что оба проводника пытались его убить и он вынужден был их застрелить. По другой версии, зайдя за бархан, Заец увидел, что пленный моджахед пытается вырвать оружие у офицера ХАДа. Заец в попытке убить моджахеда случайно в темноте убил обоих.
На следующий день в полк прибыли несколько офицеров ХАД вместе с сопровождавшим их советником от КГБ СССР, и потребовали предъявить труп офицера. В ходе медицинского освидетельствования афганским врачом трупов проводников, а также допроса офицеров и солдат разведывательной роты, было доказано, что подполковник Заец совершил умышленное убийство двух человек.
По некоторым данным, убитому офицеру ХАДа приписывалось родство с главой Демократической Республике Афганистан Бабраком Кармалем.

### Дезертирство
Командование дивизии приняло решение до окончания следствия не помещать Заеца под арест и отстранило его от должности. На время следственных мероприятий он был переведён в оперативное отделение штаба 201-й дивизии, дислоцированного южнее города Кундуз, где ему поставили задачи по контролю службы войск и проверку охранения.
В конце января 1984 года стало известно, что подполковник Заец должен предстать перед судом.
15 марта 1984 года подразделения 201-й дивизии начали выдвижение на плановые боевые действия в провинцию Бадахшан. Подполковник Заец, воспользовавшись суматохой от большого количества боевой техники и автотранспорта, выдвигавшегося из военного городка, принял решение о дезертирстве. Под предлогом ходовой проверки исправности машины после ремонта, он обманом высадил из БРДМ-2 механика-водителя комендантской роты дивизии и занял его место. Так как солдат был ранее знаком с неоднократно проверявшим его Заецем, он позволил старшему офицеру осуществить пробную поездку на боевой машине по военному городку. Заец въехал на БРДМ-2 в состав формируемой колонны машин, направлявшейся в военный городок севернее Кундуза (военный городок «Северный Кундуз»), и в 15 часов 30 минут покинул расположение штаба дивизии. Через пару часов, обнаружив исчезновение боевой машины, командир комендантской роты доложил об этом командованию дивизии. Было отдано распоряжение на поиски машины и Заеца. Выяснилось, что в «Северный Кундуз» пропавшая машина не прибыла.

### Поиски Заеца
Утром 16 марта на поиски подполковника Заеца и боевой машины были отправлены вертолёты. Машина была обнаружена в 20 километрах северо-восточнее Кундуза у кишлака Саксаколь, застрявшей в болотистой местности. По другим источникам — в 50 километрах севернее Кундуза.
По тревоге в данный район был отправлен мотострелковый батальон 149-го мотострелкового полка. После осмотра машины и опроса местных жителей было выяснено, что вышедшего из машины офицера увела с собой группа моджахедов из отряда полевого командира Мулло Рахима. Руководство Туркестанского военного округа немедленно развернуло операцию по поиску подполковника Заеца, которой руководил лично начальник штаба округа генерал-полковник Григорий Кривошеев.
Было выяснено, что моджахеды попытаются переправить пленённого Заеца на территорию Пакистана. Подразделениям 201-й дивизии удалось быстро заблокировать район возможного нахождения отряда моджахедов, удерживавших в плену Заеца. Это был труднопроходимый район междуречья рек Кундуз и Талукан площадью около 200 квадратных километров, окружённый со всех сторон пустыней. Дальнейшие поиски Заяца, продолжавшиеся более полутора месяцев (с 15 марта до 5 мая), окончились безуспешно.
Впоследствии выяснилась судьба Заеца в плену. Сотрудники ХАД захватили в плен бывшего советского солдата Демиденко, который дезертировал к моджахедам и воевал на их стороне. Он дал показания, что моджахеды неоднократно пытались вывести Заеца из заблокированного района, но все попытки были безуспешны. Ввиду ожидания полного разгрома, моджахеды казнили Заеца спустя трое суток после взятия в плен. Останки Заеца так и не были найдены.

### Причины дезертирства Заеца
Сослуживцами выдвигаются две версии причины дезертирства подполковника Заеца.

#### Версия о предательстве
Некоторые сослуживцы считают, что Заец намеренно бежал к моджахедам, чтобы воевать на их стороне. Из-за того что тело Заеца после дезертирства так и не было найдено, были предположения, что он продолжает сотрудничать с моджахедами. В среде военнослужащих 40-й армии имели хождение слухи, в которых некоторые случаи засад моджахедов на колонны советских войск в тот период времени приписывались информированию моджахедов Заецем.

#### Версия бегства в СССР
Другая версия от сослуживцев состоит в том, что подполковник Заец пытался на БРДМ-2 добраться в объезд сторожевых советских постов до территории СССР, чтобы привлечь к себе внимание властей и общества и таким образом смягчить приговор. Ему грозил приговор вплоть до высшей меры наказания (расстрел), на что указывали имевшие место прецеденты. При продвижении на север к границе с СССР (расстояние по автомобильной дороге от Кундуза до ближайшего приграничного населённого пункта Нижний Пяндж в Таджикистане составляет 67 километров), подполковник Заец заблудился и выехал на непроходимую местность.

## Амнистия и реабилитация Заеца
11 декабря 1989 года Президиум Верховного Совета СССР принял постановление № 906-1 «Об амнистии совершивших преступления бывших военнослужащих контингента советских войск в Афганистане». Согласно данному постановлению все военнослужащие ВС СССР, совершившие преступления в Афганистане, освобождались от уголовной ответственности и наказания только за те из них, которые ими были совершены во время прохождения воинской службы в Афганистане. По данному постановлению амнистии подлежал и пропавший без вести подполковник Заец.
После распада СССР, Украинский Союз ветеранов Афганистана (УСВА) проводил собственное расследование обстоятельств пленения советских военнослужащих и работу по выявлению их местонахождения на территории Исламской Республики Афганистан. С 1993 года начались активные действия украинских ветеранских организаций совместно с аналогичными организациями стран СНГ, представителей МККК и украинских дипломатов в Пакистане по выяснению судьбы советских военнопленных. На основе сведений, полученных в результате розыска в 1993—1994 годах, были установлены обстоятельства гибели пропавшего без вести подполковника Николая Заеца, и правительством Украины с него были сняты обвинения в измене.

## Семья
У Николая Заеца с супругой было двое детей — сын Вадим и дочь.
На сегодняшний день вдова Николая Заеца, Таисия Ивановна Заец, проживает в городе Владимир-Волынский в Волынской области Украины.